# Hail to the Thief
| 전문가 평가          | 전문가 평가 |
| 총 점수              | 총 점수     |
| 출처                 | 점수        |
| -------------------- | ----------- |
| 메타크리틱           | 85/100      |
| 평가 점수            |             |
| 출처                 | 점수        |
| AllMusic             | [ 2 ]       |
| Entertainment Weekly | A−          |
| The Guardian         | [ 4 ]       |
| Los Angeles Times    | [ 5 ]       |
| Mojo                 | [ 6 ]       |
| NME                  | 7/10        |
| Pitchfork            | 9.3/10      |
| Q                    | [ 9 ]       |
| Rolling Stone        | [ 10 ]      |
| Spin                 | A           |

《Hail to the Thief》는 영국의 얼터너티브 록 밴드 라디오헤드의 여섯 번째 음반이다. 2003년 6월 9일, 팔로폰을 통해 국제적으로 발매되었고, 그 다음날 미국 캐피틀 레코드를 통해 발매되었다. 이 음반은 라디오헤드가 팔로폰과 캐피틀의 모회사인 EMI와 음반 계약을 맺고 발매한 마지막 음반이었다.
장기간의 스튜디오 실험을 통해 녹음된 그들의 음반 《Kid A》 (2000년)와 《Amnesiac》 (2001년)에서 더 전자적인 스타일로 전환한 후, 라디오헤드는 일렉트로닉과 록 음악을 결합하면서 더 자발적인 작업을 시도했다. 그들은 로스앤젤레스에서 오랜 라디오헤드의 프로듀서 나이젤 고드리치와 함께 2주 동안 대부분의 《Hail to the Thief》을 녹음했다. 작곡가 톰 요크는 전개되고 있는 테러와의 전쟁과 그 시대의 "무지와 어리석음"에 영향을 받은 가사를 썼다. 오랜 라디오헤드의 예술가 스탠리 돈우드가 만든 커버 아트는 로스앤젤레스의 길가 광고와 요크의 가사에서 따온 단어가 담긴 할리우드 로드맵이다.
발매 10주 전에 완성되지 않은 자료가 인터넷에 유출된 후, 《Hail to the Thief》는 영국 음반 차트에서 1위, 미국 빌보드 200 차트에서 3위로 데뷔했으며, 영국, 미국, 캐나다에서 플래티넘 인증을 받았다. 이 음반은 세 개의 차트 싱글인 〈There There〉, 〈Go to Sleep〉, 〈2 + 2 = 5〉를 프로듀싱했다. 이 음반은 대부분 긍정적인 평가를 받았으며, 그래미 어워드 최우수 얼터너티브 뮤직 앨범상에 지명된 5번째 연속 라디오헤드 음반이다.

## 배경
그들의 이전 음반인 《Kid A》 (2000년)와 《Amnesiac》 (2001년)을 동시에 녹음하면서 라디오헤드는 그들의 기타 주도의 록 사운드를 좀 더 일렉트로닉한 스타일로 대체했다. 투어를 위해 밴드는 합성 사운드와 록 악기를 결합하여 라이브로 음악을 연주하는 법을 배웠다. 작곡가 톰 요크는 이렇게 말했다. "전자공학에도 불구하고, 그것들을 사용하는 데는 자발적인 공연의 요소가 있습니다. 그것은 인간과 기계에서 나오는 것 사이의 긴장감입니다. "그게 바로 우리가 할 일이었습니다." 라디오헤드는 그들의 다음 음반으로 "크게 창조적인 도약이나 성명"을 하고 싶지 않았다.
2002년 초, 《Amnesiac》 투어가 끝난 후, 요크는 밴드 친구들에게 데모 CD를 보냈다. 세 개의 CD인 《The Gloaming》, 《Episcoval》, 《Hold Your Prize》는 전자 음악과 피아노, 기타 스케치를 함께 구성했다. 라디오헤드는 《Kid A》와 《Amnesiac》을 위해 〈I Will〉과 같은 몇몇 곡들을 녹음하려고 했지만, 결과에 만족하지 못했다. 그들은 2002년 5월과 6월에 곡을 편곡하고 리허설을 한 뒤 7월과 8월에 스페인과 포르투갈을 순회하며 공연했다.

## 발매
《Hail to the Thief》는 2003년 6월 9일, 영국의 팔로폰에 의해 발매되었고, 그 다음날 미국의 캐피틀 레코드에 의해 발매되었다. 이 CD는 일부 지역에서 복사 방지 기능을 통해 인쇄되었다. 벨기에의 소비자 단체인 테스트아샤는 이 음반을 일부 CD 플레이어에서 재생할 수 없다는 불만을 받았다. 2004년 4월 《Hail to the Thief》의 B-사이드, 리믹스, 라이브 공연 《Com Lag (2plus2isfive)》의 컴필레이션이 발매되었다.
《Hail to the Thief》은 영국에서 1위에 올랐고, 14주 동안 차트에 머물렀다. 그것은 영국에서 첫 주에 114,320장이 팔렸다. 미국에서 이 음반은 빌보드 200에서 3위를 차지했으며, 첫 주에 300,000장이 팔려 이전의 라디오헤드 음반보다 더 많이 팔렸다. 2008년까지 그것은 미국에서 백만 장 이상 팔렸다. 영국, 캐나다, 미국에서 플래티넘, 호주와 프랑스에서 골드 인증을 받았다.

## 곡 목록
모든 곡들은 콜린 그린우드, 조니 그린우드, 에드 오브라이언, 필 셀웨이 그리고 톰 요크에 의해 작사/작곡하였다.
| #   | 제목                                                     | 재생 시간 |
| --- | -------------------------------------------------------- | --------- |
| 1.  | 〈2 + 2 = 5 (The Lukewarm)〉                             | 3:19      |
| 2.  | 〈Sit down. Stand up. (Snakes & Ladders)〉               | 4:19      |
| 3.  | 〈Sail to the Moon. (Brush the Cobwebs out of the Sky)〉 | 4:18      |
| 4.  | 〈Backdrifts. (Honeymoon Is Over)〉                      | 5:22      |
| 5.  | 〈Go to Sleep. (Little Man being Erased)〉               | 3:21      |
| 6.  | 〈Where I End and You Begin. (The Sky Is Falling In)〉   | 4:29      |
| 7.  | 〈We Suck Young Blood. (Your Time Is Up)〉               | 4:56      |
| 8.  | 〈The Gloaming. (Softly Open our Mouths in the Cold)〉   | 3:32      |
| 9.  | 〈There there. (The Boney King of Nowhere)〉             | 5:25      |
| 10. | 〈I will. (No man's Land)〉                              | 1:59      |
| 11. | 〈A Punchup at a Wedding. (No no no no no no no no)〉    | 4:57      |
| 12. | 〈Myxomatosis. (Judge, Jury & Executioner)〉             | 3:52      |
| 13. | 〈Scatterbrain. (As Dead as Leaves)〉                    | 3:21      |
| 14. | 〈A Wolf at the Door. (It Girl. Rag Doll)〉              | 3:21      |

## 인증
| 국가                                                  | 인증     | 판매량/출하량 |
| ----------------------------------------------------- | -------- | ------------- |
| 오스트레일리아 (ARIA)                                 | 골드     | 35,000^       |
| 벨기에 (BEA)                                          | 골드     | 25,000*       |
| 캐나다 (뮤직 캐나다)                                  | 플래티넘 | 100,000^      |
| 프랑스 (SNEP)                                         | 골드     | 75,000*       |
| 일본 (RIAJ)                                           | 골드     | 100,000^      |
| 뉴질랜드 (RMNZ)                                       | 골드     | 7,500^        |
| 스위스 (IFPI 스위스)                                  | 골드     | 20,000^       |
| 영국 (BPI)                                            | 플래티넘 | 300,000^      |
| 미국 (RIAA)                                           | 골드     | 1,120,000     |
| 요약                                                  |          |               |
| 유럽 (IFPI)                                           | 플래티넘 | 1,000,000*    |
| *판매량을 기반으로 한 인증 ^출하량을 기반으로 한 인증 |          |               |